# Samir Raja
Samir Maher Raja Suleiman (3 settembre 1994) è un calciatore giordano, centrocampista dell'Al-Wehdat e della Nazionale giordana.

## Carriera
Gioca nel campionato giordano con l'Al-Wehdat; nel 2014 ha debuttato con la nazionale di calcio giordana, con cui ha partecipato inoltre alla Coppa d'Asia 2015.